# Atlético del Rosario
Club Atlético del Rosario – argentyński klub sportowy z siedzibą w Rosario.

## Osiągnięcia
- Wicemistrz Argentyny: 1894

## Historia
Klub założony został w 1867 roku przez brytyjskich kolejarzy pod nazwą Rosario Cricket Club. W 1888 roku doszło do zmiany nazwy na Rosario Athletic Club. W 1893 roku Rosario Athletic awansował do pierwszej ligi. W 1894 klub zdobył tytuł wicemistrza Argentyny i jednocześnie utracił prawo do gry w pierwszej lidze.
W 1899 roku klub przeniósł się na nowe miejsce o nazwie Plaza Jewell pochodzącej od braci Charlesa i Edwarda Jewell, którzy podarowali ten teren klubowi. W tym okresie doszło do zmiany nazwy klubu na Club Atlético del Rosario która obowiązuje do dziś.